# بيورن غوندرسن
بيورن غوندرسن (بالنرويجية البوكمول: Bjørn Gundersen)‏ هو واثب عالي نرويجي، ولد في 17 يناير 1924 في إلفروم في النرويج، وتوفي بنفس المكان في 1 أغسطس 2002.

## وصلات خارجية
- بيورن غوندرسن على موقع أوليمبيديا (الإنجليزية)